# Октябрьское (Стерлитамакский район)
Октябрьское (баш. Октябрьский) — село в Стерлитамакском районе Башкортостана, административный центр Октябрьского сельсовета.

## Географическое положение
Расстояние до:
- районного центра (Стерлитамак): 24 км,
- ближайшей ж/д станции (Стерлитамак): 24 км.

## Население
| 2002 | 2009  | 2010 |
| ---- | ----- | ---- |
| 1000 | ↗1045 | ↘977 |

Национальный состав
Согласно переписи 2002 года, преобладающие национальности — русские (47 %), татары (27 %).

## Религия
В селе есть православный храм иконы Божией Матери Живописный источник и мечеть.